# Râmnicelu (okręg Braiła)
Râmnicelu – wieś w Rumunii, w okręgu Braiła, w gminie Râmnicelu. W 2011 roku liczyła 1393 mieszkańców.